# Élections municipales de 2026 dans les Yvelines
Pour un article plus général, voir Élections municipales françaises de 2026.
Les élections municipales dans les Yvelines sont prévues en mars 2026. Cette page ne traite que les communes de 4 000 habitants et plus dans les Yvelines.

## Résultats à l'échelle du département

### Maires sortants et maires élus
| Commune                   | Population (en 2022) | Maire sortant(e)          | Parti | Parti | Maire élu(e) | Parti | Parti |
| ------------------------- | -------------------- | ------------------------- | ----- | ----- | ------------ | ----- | ----- |
| Achères                   | 21 663               | Marc Honoré               |       | DVD   |              |       |       |
| Andrésy                   | 13 663               | Lionel Wastl              |       | LÉ    |              |       |       |
| Aubergenville             | 12 540               | Gilles Lécole             |       | LR    |              |       |       |
| Beynes                    | 7 635                | Yves Revel                |       | DVG   |              |       |       |
| Bois-d'Arcy               | 16 225               | Philippe Benassaya        |       | LR    |              |       |       |
| Bonnières-sur-Seine       | 5 077                | Jean-Marc Pommier         |       | DVG   |              |       |       |
| Bougival                  | 9 083                | Luc Wattelle              |       | DVD   |              |       |       |
| Buc                       | 5 868                | Stéphane Grasset          |       | SE    |              |       |       |
| Carrières-sous-Poissy     | 19 951               | Eddie Ait                 |       | SE    |              |       |       |
| Carrières-sur-Seine       | 15 002               | Arnaud de Bourrousse      |       | DVD   |              |       |       |
| La Celle-Saint-Cloud      | 20 440               | Olivier Delaporte         |       | LR    |              |       |       |
| Chambourcy                | 5 826                | Pierre Morange            |       | LR    |              |       |       |
| Chanteloup-les-Vignes     | 10 793               | Catherine Arenou          |       | LR    |              |       |       |
| Chatou                    | 30 054               | Michèle Grellier          |       | DVD   |              |       |       |
| Le Chesnay-Rocquencourt   | 31 064               | Richard Delepierre        |       | MoDem |              |       |       |
| Chevreuse                 | 5 531                | Anne Héry-Le Pallec       |       | LR    |              |       |       |
| Les Clayes-sous-Bois      | 16 940               | Philippe Guiguen          |       | DVD   |              |       |       |
| Coignières                | 4 385                | Didier Fischer            |       | DVG   |              |       |       |
| Conflans-Sainte-Honorine  | 36 306               | Laurent Brosse            |       | HOR   |              |       |       |
| Croissy-sur-Seine         | 10 580               | Jean-Roger Davin          |       | LR    |              |       |       |
| Ecquevilly                | 4 090                | Marc Herz                 |       | DVD   |              |       |       |
| Élancourt                 | 26 348               | Jean-Michel Fourgous      |       | LR    |              |       |       |
| Épône                     | 6 778                | Ivica Jovic               |       | LR    |              |       |       |
| Les Essarts-le-Roi        | 6 772                | Ismaël Nehlil             |       | HOR   |              |       |       |
| L'Étang-la-Ville          | 4 915                | Daniel Cornalba           |       | SE    |              |       |       |
| Freneuse                  | 4 299                | Ghislaine Haueter         |       | SE    |              |       |       |
| Fontenay-le-Fleury        | 13 640               | Richard Rivaud            |       | LR    |              |       |       |
| Gargenville               | 7 848                | Yann Perron               |       | DVD   |              |       |       |
| Guyancourt                | 29 758               | François Morton           |       | DVG   |              |       |       |
| Houilles                  | 33 617               | Julien Chambon            |       | RE    |              |       |       |
| Jouars-Pontchartrain      | 5 965                | Thomas Mengelle-Touya     |       | DVC   |              |       |       |
| Jouy-en-Josas             | 7 985                | Didier Morin              |       | DVD   |              |       |       |
| Juziers                   | 4 040                | Ketty Varin               |       | SE    |              |       |       |
| Limay                     | 17 584               | Djamel Nedjar             |       | DVG   |              |       |       |
| Louveciennes              | 7 744                | Marie-Dominique Parisot   |       | DVD   |              |       |       |
| Magnanville               | 6 389                | Michel Lebouc             |       | PCF   |              |       |       |
| Magny-les-Hameaux         | 9 353                | Bertrand Houillon         |       | G·s   |              |       |       |
| Maisons-Laffitte          | 22 855               | Jacques Myard             |       | LR    |              |       |       |
| Mantes-la-Jolie           | 44 246               | Raphaël Cognet            |       | HOR   |              |       |       |
| Mantes-la-Ville           | 21 874               | Sami Damergy              |       | DVC   |              |       |       |
| Marly-le-Roi              | 16 619               | Jean-Yves Perrot          |       | DVD   |              |       |       |
| Maule                     | 6 100                | Olivier Leprêtre          |       | DVD   |              |       |       |
| Maurecourt                | 4 399                | Joël Tissier              |       | DVG   |              |       |       |
| Maurepas                  | 19 960               | Grégory Garestier         |       | DVD   |              |       |       |
| Le Mesnil-le-Roi          | 6 340                | Serge Caseris             |       | LR    |              |       |       |
| Le Mesnil-Saint-Denis     | 7 103                | Christophe Buhot          |       | RE    |              |       |       |
| Meulan-en-Yvelines        | 8 996                | Cécile Zammit-Popescu     |       | LR    |              |       |       |
| Montesson                 | 14 606               | Nicole Bristol            |       | LR    |              |       |       |
| Montigny-le-Bretonneux    | 32 150               | Lorrain Merckaert         |       | DVD   |              |       |       |
| Les Mureaux               | 34 151               | François Garay            |       | DVG   |              |       |       |
| Noisy-le-Roi              | 7 597                | Marc Tourelle             |       | UDI   |              |       |       |
| Orgeval                   | 7 092                | Hervé Charnallet          |       | HOR   |              |       |       |
| Le Pecq                   | 15 858               | Laurence Bernard          |       | LR    |              |       |       |
| Le Perray-en-Yvelines     | 6 515                | Geoffroy Bax de Keating   |       | LR    |              |       |       |
| Plaisir                   | 31 971               | Joséphine Kollmannsberger |       | LR    |              |       |       |
| Poissy                    | 40 792               | Sandrine Berno Dos Santos |       | LR    |              |       |       |
| Le Port-Marly             | 5 583                | Cédric Pemba-Marine       |       | MoDem |              |       |       |
| Rambouillet               | 27 145               | Véronique Matillon        |       | DVD   |              |       |       |
| Rosny-sur-Seine           | 7 041                | Pierre-Yves Dumoulin      |       | LR    |              |       |       |
| Saint-Arnoult-en-Yvelines | 5 854                | Joëlle Jégat              |       | LR    |              |       |       |
| Saint-Cyr-l'École         | 20 451               | Sonia Brau                |       | UDI   |              |       |       |
| Saint-Germain-en-Laye     | 45 286               | Arnaud Péricard           |       | HOR   |              |       |       |
| Saint-Nom-la-Bretèche     | 4 877                | Gilles Studnia            |       | LR    |              |       |       |
| Saint-Rémy-lès-Chevreuse  | 7 747                | Dominique Bavoil          |       | LR    |              |       |       |
| Sartrouville              | 51 570               | Pierre Fond               |       | LR    |              |       |       |
| Trappes                   | 34 276               | Ali Rabeh                 |       | G·s   |              |       |       |
| Triel-sur-Seine           | 12 386               | Cédric Aoun               |       | SE    |              |       |       |
| Vaux-sur-Seine            | 5 143                | Jean-Claude Bréard        |       | DVD   |              |       |       |
| Vélizy-Villacoublay       | 22 481               | Pascal Thévenot           |       | LR-SL |              |       |       |
| Verneuil-sur-Seine        | 16 112               | Fabien Aufrechter         |       | RE    |              |       |       |
| Vernouillet               | 9 953                | Pascal Collado            |       | UDI   |              |       |       |
| La Verrière               | 6 142                | Nicolas Dainville         |       | LR    |              |       |       |
| Versailles                | 83 918               | François de Mazières      |       | DVD   |              |       |       |
| Le Vésinet                | 15 712               | Bruno Coradetti           |       | HOR   |              |       |       |
| Villennes-sur-Seine       | 5 792                | Jean-Pierre Laigneau      |       | LR    |              |       |       |
| Villepreux                | 11 568               | Jean-Baptiste Hamonic     |       | MoDem |              |       |       |
| Viroflay                  | 16 943               | Olivier Lebrun            |       | LR    |              |       |       |
| Voisins-le-Bretonneux     | 10 740               | Alexandra Rosetti         |       | UDI   |              |       |       |

### Résultats en nombre de maires
| Partis       | Partis                               | Maires sortants | Maires élus | Évolution |
| ------------ | ------------------------------------ | --------------- | ----------- | --------- |
|              | Les Républicains                     | 26              |             |           |
|              | Divers droite                        | 16              |             |           |
|              | Les Républicains-Soyons libres       | 1               |             |           |
| Total droite | Total droite                         | 43              |             |           |
|              | Horizons                             | 6               |             |           |
|              | Union des démocrates et indépendants | 4               |             |           |
|              | Mouvement démocrate                  | 3               |             |           |
|              | Renaissance                          | 3               |             |           |
|              | Divers centre                        | 2               |             |           |
| Total centre | Total centre                         | 18              |             |           |
|              | Divers gauche                        | 7               |             |           |
|              | Génération.s                         | 2               |             |           |
|              | Les Écologistes                      | 1               |             |           |
|              | Parti communiste français            | 1               |             |           |
| Total gauche | Total gauche                         | 11              |             |           |
|              | Sans étiquette                       | 6               |             |           |
| Total        | Total                                | 78              | 78          | -         |

## Résultats dans les communes de plus de 4 000 habitants

### Achères
- Maire sortant : Marc Honoré (DVD)
- 33 sièges à pourvoir au conseil municipal (population légale 2022 : 21 663 habitants)
- 6 sièges à pourvoir au conseil communautaire (CU grand Paris Seine et Oise)

| Tête de liste            | Tête de liste | Parti(s) | Nuance | Premier tour | Premier tour | Second tour | Second tour | Sièges | Sièges |
| Tête de liste            | Tête de liste | Parti(s) | Nuance | Voix         | %            | Voix        | %           | CM     | CC     |
| ------------------------ | ------------- | -------- | ------ | ------------ | ------------ | ----------- | ----------- | ------ | ------ |
|                          | Carlos Lopes  | SE       |        |              |              |             |             |        |        |
|                          |               |          |        |              |              |             |             |        |        |
| Exprimés                 |               |          |        |              |              |             |             |        |        |
| Votes blancs             |               |          |        |              |              |             |             |        |        |
| Votes nuls               |               |          |        |              |              |             |             |        |        |
| Total                    | Total         | Total    | Total  |              | 100          |             | 100         | 33     | 6      |
| Absentions               |               |          |        |              |              |             |             |        |        |
| Inscrits / participation |               |          |        |              |              |             |             |        |        |

### Andrésy
- Maire sortant : Lionel Wastl (LÉ)
- 33 sièges à pourvoir au conseil municipal (population légale 2022 : 13 663 habitants)
- 3 sièges à pourvoir au conseil communautaire (CU grand Paris Seine et Oise)

| Tête de liste | Tête de liste | Parti(s) | Nuance | Premier tour | Premier tour | Second tour | Second tour | Sièges | Sièges |
| Tête de liste | Tête de liste | Parti(s) | Nuance | Voix         | %            | Voix        | %           | CM     | CC     |
| ------------- | ------------- | -------- | ------ | ------------ | ------------ | ----------- | ----------- | ------ | ------ |

### Aubergenville
- Maire sortant : Gilles Lécole (LR)
- 33 sièges à pourvoir au conseil municipal (population légale 2022 : 12 540 habitants)
- 3 sièges à pourvoir au conseil communautaire (CU Grand Paris Seine et Oise)

| Tête de liste | Tête de liste | Parti(s) | Nuance | Premier tour | Premier tour | Second tour | Second tour | Sièges | Sièges |
| Tête de liste | Tête de liste | Parti(s) | Nuance | Voix         | %            | Voix        | %           | CM     | CC     |
| ------------- | ------------- | -------- | ------ | ------------ | ------------ | ----------- | ----------- | ------ | ------ |

### Beynes
- Maire sortant : Yves Revel (DVG)
- 29 sièges à pourvoir au conseil municipal (population légale 2022 : 7 635 habitants)
- 10 sièges à pourvoir au conseil communautaire (CC Cœur d'Yvelines)

| Tête de liste            | Tête de liste         | Parti(s) | Nuance | Premier tour | Premier tour | Second tour | Second tour | Sièges | Sièges |
| Tête de liste            | Tête de liste         | Parti(s) | Nuance | Voix         | %            | Voix        | %           | CM     | CC     |
| ------------------------ | --------------------- | -------- | ------ | ------------ | ------------ | ----------- | ----------- | ------ | ------ |
|                          | Yves Revel,           | DVG      |        |              |              |             |             |        |        |
|                          | Félicien Marguerettaz | DVG      |        |              |              |             |             |        |        |
|                          |                       |          |        |              |              |             |             |        |        |
| Exprimés                 |                       |          |        |              |              |             |             |        |        |
| Votes blancs             |                       |          |        |              |              |             |             |        |        |
| Votes nuls               |                       |          |        |              |              |             |             |        |        |
| Total                    | Total                 | Total    | Total  |              | 100          |             | 100         | 29     | 10     |
| Absentions               |                       |          |        |              |              |             |             |        |        |
| Inscrits / participation |                       |          |        |              |              |             |             |        |        |

### Bois-d'Arcy
- Maire sortant : Philippe Benassaya (LR)
- 33 sièges à pourvoir au conseil municipal (population légale 2022 : 16 225 habitants)
- 4 sièges à pourvoir au conseil communautaire (CA Versailles Grand Parc)

| Tête de liste | Tête de liste | Parti(s) | Nuance | Premier tour | Premier tour | Second tour | Second tour | Sièges | Sièges |
| Tête de liste | Tête de liste | Parti(s) | Nuance | Voix         | %            | Voix        | %           | CM     | CC     |
| ------------- | ------------- | -------- | ------ | ------------ | ------------ | ----------- | ----------- | ------ | ------ |

### Bonnières-sur-Seine
- Maire sortant : Jean-Marc Pommier (DVG)
- 29 sièges à pourvoir au conseil municipal (population légale 2022 : 5 077 habitants)
- 7 sièges à pourvoir au conseil communautaire (CC des portes de l'Île-de-France)

| Tête de liste | Tête de liste | Parti(s) | Nuance | Premier tour | Premier tour | Second tour | Second tour | Sièges | Sièges |
| Tête de liste | Tête de liste | Parti(s) | Nuance | Voix         | %            | Voix        | %           | CM     | CC     |
| ------------- | ------------- | -------- | ------ | ------------ | ------------ | ----------- | ----------- | ------ | ------ |

### Bougival
- Maire sortant : Luc Wattelle (DVD)
- 29 sièges à pourvoir au conseil municipal (population légale 2022 : 9 083 habitants)
- 2 sièges à pourvoir au conseil communautaire (CA Versailles Grand Parc)

| Tête de liste | Tête de liste | Parti(s) | Nuance | Premier tour | Premier tour | Second tour | Second tour | Sièges | Sièges |
| Tête de liste | Tête de liste | Parti(s) | Nuance | Voix         | %            | Voix        | %           | CM     | CC     |
| ------------- | ------------- | -------- | ------ | ------------ | ------------ | ----------- | ----------- | ------ | ------ |

### Buc
- Maire sortant : Stéphane Grasset (SE)
- 29 sièges à pourvoir au conseil municipal (population légale 2022 : 5 868 habitants)
- 1 siège à pourvoir au conseil communautaire (CA Versailles Grand Parc)

| Tête de liste | Tête de liste | Parti(s) | Nuance | Premier tour | Premier tour | Second tour | Second tour | Sièges | Sièges |
| Tête de liste | Tête de liste | Parti(s) | Nuance | Voix         | %            | Voix        | %           | CM     | CC     |
| ------------- | ------------- | -------- | ------ | ------------ | ------------ | ----------- | ----------- | ------ | ------ |

### Carrières-sous-Poissy
- Maire sortant : Eddie Ait (SE)
- 33 sièges à pourvoir au conseil municipal (population légale 2022 : 19 951 habitants)
- 4 sièges à pourvoir au conseil communautaire (CU Grand Paris Seine et Oise)

| Tête de liste | Tête de liste | Parti(s) | Nuance | Premier tour | Premier tour | Second tour | Second tour | Sièges | Sièges |
| Tête de liste | Tête de liste | Parti(s) | Nuance | Voix         | %            | Voix        | %           | CM     | CC     |
| ------------- | ------------- | -------- | ------ | ------------ | ------------ | ----------- | ----------- | ------ | ------ |

### Carrières-sur-Seine
- Maire sortant : Arnaud de Bourrousse (DVD)
- 33 sièges à pourvoir au conseil municipal (population légale 2022 : 15 002 habitants)
- 4 sièges à pourvoir au conseil communautaire (CA Saint Germain Boucles de Seine)

| Tête de liste | Tête de liste | Parti(s) | Nuance | Premier tour | Premier tour | Second tour | Second tour | Sièges | Sièges |
| Tête de liste | Tête de liste | Parti(s) | Nuance | Voix         | %            | Voix        | %           | CM     | CC     |
| ------------- | ------------- | -------- | ------ | ------------ | ------------ | ----------- | ----------- | ------ | ------ |

### La Celle-Saint-Cloud
- Maire sortant : Olivier Delaporte (LR)
- 35 sièges à pourvoir au conseil municipal (population légale 2022 : 20 440 habitants)
- 6 sièges à pourvoir au conseil communautaire (CA Versailles Grand Parc)

| Tête de liste | Tête de liste | Parti(s) | Nuance | Premier tour | Premier tour | Second tour | Second tour | Sièges | Sièges |
| Tête de liste | Tête de liste | Parti(s) | Nuance | Voix         | %            | Voix        | %           | CM     | CC     |
| ------------- | ------------- | -------- | ------ | ------------ | ------------ | ----------- | ----------- | ------ | ------ |

### Chambourcy
- Maire sortant : Pierre Morange (LR)
- 29 sièges à pourvoir au conseil municipal (population légale 2022 : 5 826 habitants)
- 2 sièges à pourvoir au conseil communautaire (CA Saint Germain Boucles de Seine)

| Tête de liste | Tête de liste | Parti(s) | Nuance | Premier tour | Premier tour | Second tour | Second tour | Sièges | Sièges |
| Tête de liste | Tête de liste | Parti(s) | Nuance | Voix         | %            | Voix        | %           | CM     | CC     |
| ------------- | ------------- | -------- | ------ | ------------ | ------------ | ----------- | ----------- | ------ | ------ |

### Chanteloup-les-Vignes
- Maire sortante : Catherine Arenou (LR)
- 33 sièges à pourvoir au conseil municipal (population légale 2022 : 10 793 habitants)
- 3 sièges à pourvoir au conseil communautaire (CU Grand Paris Seine et Oise)

| Tête de liste | Tête de liste | Parti(s) | Nuance | Premier tour | Premier tour | Second tour | Second tour | Sièges | Sièges |
| Tête de liste | Tête de liste | Parti(s) | Nuance | Voix         | %            | Voix        | %           | CM     | CC     |
| ------------- | ------------- | -------- | ------ | ------------ | ------------ | ----------- | ----------- | ------ | ------ |

### Chatou
- Maire sortante : Michèle Grellier (DVD)
- 35 sièges à pourvoir au conseil municipal (population légale 2022 : 30 054 habitants)
- 8 sièges à pourvoir au conseil communautaire (CA Saint Germain Boucles de Seine)

| Tête de liste | Tête de liste | Parti(s) | Nuance | Premier tour | Premier tour | Second tour | Second tour | Sièges | Sièges |
| Tête de liste | Tête de liste | Parti(s) | Nuance | Voix         | %            | Voix        | %           | CM     | CC     |
| ------------- | ------------- | -------- | ------ | ------------ | ------------ | ----------- | ----------- | ------ | ------ |

### Le Chesnay-Rocquencourt
- Maire sortant : Richard Delepierre (MoDem)
- 43 sièges à pourvoir au conseil municipal (population légale 2022 : 31 064 habitants)
- 9 sièges à pourvoir au conseil communautaire (CA Versailles Grand Parc)

| Tête de liste | Tête de liste | Parti(s) | Nuance | Premier tour | Premier tour | Second tour | Second tour | Sièges | Sièges |
| Tête de liste | Tête de liste | Parti(s) | Nuance | Voix         | %            | Voix        | %           | CM     | CC     |
| ------------- | ------------- | -------- | ------ | ------------ | ------------ | ----------- | ----------- | ------ | ------ |

### Chevreuse
- Maire sortante : Anne Héry-Le Pallec (LR)
- 29 sièges à pourvoir au conseil municipal (population légale 2022 : 5 531 habitants)
- 8 sièges à pourvoir au conseil communautaire (CC de la Haute Vallée de Chevreuse)

| Tête de liste | Tête de liste | Parti(s) | Nuance | Premier tour | Premier tour | Second tour | Second tour | Sièges | Sièges |
| Tête de liste | Tête de liste | Parti(s) | Nuance | Voix         | %            | Voix        | %           | CM     | CC     |
| ------------- | ------------- | -------- | ------ | ------------ | ------------ | ----------- | ----------- | ------ | ------ |

### Les Clayes-sous-Bois
- Maire sortant : Philippe Guiguen (DVD)
- 33 sièges à pourvoir au conseil municipal (population légale 2022 : 16 940 habitants)
- 6 sièges à pourvoir au conseil communautaire (Saint-Quentin-en-Yvelines)

| Tête de liste | Tête de liste | Parti(s) | Nuance | Premier tour | Premier tour | Second tour | Second tour | Sièges | Sièges |
| Tête de liste | Tête de liste | Parti(s) | Nuance | Voix         | %            | Voix        | %           | CM     | CC     |
| ------------- | ------------- | -------- | ------ | ------------ | ------------ | ----------- | ----------- | ------ | ------ |

### Coignières
- Maire sortant : Didier Fischer (DVG)
- 27 sièges à pourvoir au conseil municipal (population légale 2022 : 4 385 habitants)
- 2 sièges à pourvoir au conseil communautaire (Saint-Quentin-en-Yvelines)

| Tête de liste | Tête de liste | Parti(s) | Nuance | Premier tour | Premier tour | Second tour | Second tour | Sièges | Sièges |
| Tête de liste | Tête de liste | Parti(s) | Nuance | Voix         | %            | Voix        | %           | CM     | CC     |
| ------------- | ------------- | -------- | ------ | ------------ | ------------ | ----------- | ----------- | ------ | ------ |

### Conflans-Sainte-Honorine
- Maire sortant : Laurent Brosse (HOR)
- 39 sièges à pourvoir au conseil municipal (population légale 2022 : 36 306 habitants)
- 10 sièges à pourvoir au conseil communautaire (CU Grand Paris Seine et Oise)

| Tête de liste | Tête de liste | Parti(s) | Nuance | Premier tour | Premier tour | Second tour | Second tour | Sièges | Sièges |
| Tête de liste | Tête de liste | Parti(s) | Nuance | Voix         | %            | Voix        | %           | CM     | CC     |
| ------------- | ------------- | -------- | ------ | ------------ | ------------ | ----------- | ----------- | ------ | ------ |

### Croissy-sur-Seine
- Maire sortant : Jean-Roger Davin (LR)
- 33 sièges à pourvoir au conseil municipal (population légale 2022 : 10 580 habitants)
- 3 sièges à pourvoir au conseil communautaire (CA Saint Germain Boucles de Seine)

| Tête de liste | Tête de liste | Parti(s) | Nuance | Premier tour | Premier tour | Second tour | Second tour | Sièges | Sièges |
| Tête de liste | Tête de liste | Parti(s) | Nuance | Voix         | %            | Voix        | %           | CM     | CC     |
| ------------- | ------------- | -------- | ------ | ------------ | ------------ | ----------- | ----------- | ------ | ------ |

### Ecquevilly
- Maire sortant : Marc Herz (DVD)
- 27 sièges à pourvoir au conseil municipal (population légale 2022 : 4 090 habitants)
- 1 siège à pourvoir au conseil communautaire (CU Grand Paris Seine et Oise)

| Tête de liste | Tête de liste | Parti(s) | Nuance | Premier tour | Premier tour | Second tour | Second tour | Sièges | Sièges |
| Tête de liste | Tête de liste | Parti(s) | Nuance | Voix         | %            | Voix        | %           | CM     | CC     |
| ------------- | ------------- | -------- | ------ | ------------ | ------------ | ----------- | ----------- | ------ | ------ |

### Élancourt
- Maire sortant : Jean-Michel Fourgous (LR)
- 35 sièges à pourvoir au conseil municipal (population légale 2022 : 26 348 habitants)
- 8 sièges à pourvoir au conseil communautaire (Saint-Quentin-en-Yvelines)

| Tête de liste            | Tête de liste         | Parti(s) | Nuance | Premier tour | Premier tour | Second tour | Second tour | Sièges | Sièges |
| Tête de liste            | Tête de liste         | Parti(s) | Nuance | Voix         | %            | Voix        | %           | CM     | CC     |
| ------------------------ | --------------------- | -------- | ------ | ------------ | ------------ | ----------- | ----------- | ------ | ------ |
|                          | Jean-Michel Fourgous, | LR       |        |              |              |             |             |        |        |
|                          |                       |          |        |              |              |             |             |        |        |
| Exprimés                 |                       |          |        |              |              |             |             |        |        |
| Votes blancs             |                       |          |        |              |              |             |             |        |        |
| Votes nuls               |                       |          |        |              |              |             |             |        |        |
| Total                    | Total                 | Total    | Total  |              | 100          |             | 100         | 35     | 8      |
| Absentions               |                       |          |        |              |              |             |             |        |        |
| Inscrits / participation |                       |          |        |              |              |             |             |        |        |

#### Sondages
Tout sondage d'opinion est affecté par une marge d'erreur.
Une couleur arbitraire est associée à chaque institut de sondage ; ces couleurs sont une aide visuelle et ne correspondent pas à une tendance politique.
| Source | Date de réalisation | Échantillon | LFI | RE    | LR       | Autre |
| Source | Date de réalisation | Échantillon | LFI | Rossi | Fourgous | Autre |
| ------ | ------------------- | ----------- | --- | ----- | -------- | ----- |
| Source | Date de réalisation | Échantillon |     |       |          |       |
| Ifop   | 24-31 mars 2025     | 700         | 28  | 9     | 58       | 5     |

N.B. :
- en gras sur fond blanc : les candidats qualifiés au second tour dans le sondage.

### Épône
- Maire sortant : Ivica Jovic (LR)
- 29 sièges à pourvoir au conseil municipal (population légale 2022 : 6 778 habitants)
- 1 siège à pourvoir au conseil communautaire (CU Grand Paris Seine et Oise)

| Tête de liste | Tête de liste | Parti(s) | Nuance | Premier tour | Premier tour | Second tour | Second tour | Sièges | Sièges |
| Tête de liste | Tête de liste | Parti(s) | Nuance | Voix         | %            | Voix        | %           | CM     | CC     |
| ------------- | ------------- | -------- | ------ | ------------ | ------------ | ----------- | ----------- | ------ | ------ |

### Les Essarts-le-Roi
- Maire sortant : Ismaël Nehlil (HOR)
- 29 sièges à pourvoir au conseil municipal (population légale 2022 : 6 772 habitants)
- 5 sièges à pourvoir au conseil communautaire (Rambouillet Territoires)

| Tête de liste | Tête de liste | Parti(s) | Nuance | Premier tour | Premier tour | Second tour | Second tour | Sièges | Sièges |
| Tête de liste | Tête de liste | Parti(s) | Nuance | Voix         | %            | Voix        | %           | CM     | CC     |
| ------------- | ------------- | -------- | ------ | ------------ | ------------ | ----------- | ----------- | ------ | ------ |

### L'Étang-la-Ville
- Maire sortant : Daniel Cornalba (SE)
- 27 sièges à pourvoir au conseil municipal (population légale 2022 : 4 915 habitants)
- 2 sièges à pourvoir au conseil communautaire (CA Saint Germain Boucles de Seine)

| Tête de liste | Tête de liste | Parti(s) | Nuance | Premier tour | Premier tour | Second tour | Second tour | Sièges | Sièges |
| Tête de liste | Tête de liste | Parti(s) | Nuance | Voix         | %            | Voix        | %           | CM     | CC     |
| ------------- | ------------- | -------- | ------ | ------------ | ------------ | ----------- | ----------- | ------ | ------ |

### Freneuse
- Maire sortante : Ghislaine Haueter (SE)
- 27 sièges à pourvoir au conseil municipal (population légale 2022 : 4 299 habitants)
- 7 sièges à pourvoir au conseil communautaire (CC des Portes de l'Île-de-France)

| Tête de liste | Tête de liste | Parti(s) | Nuance | Premier tour | Premier tour | Second tour | Second tour | Sièges | Sièges |
| Tête de liste | Tête de liste | Parti(s) | Nuance | Voix         | %            | Voix        | %           | CM     | CC     |
| ------------- | ------------- | -------- | ------ | ------------ | ------------ | ----------- | ----------- | ------ | ------ |

### Fontenay-le-Fleury
- Maire sortant : Richard Rivaud (LR)
- 33 sièges à pourvoir au conseil municipal (population légale 2022 : 13 640 habitants)
- 4 sièges à pourvoir au conseil communautaire (CA Versailles Grand Parc)

| Tête de liste | Tête de liste | Parti(s) | Nuance | Premier tour | Premier tour | Second tour | Second tour | Sièges | Sièges |
| Tête de liste | Tête de liste | Parti(s) | Nuance | Voix         | %            | Voix        | %           | CM     | CC     |
| ------------- | ------------- | -------- | ------ | ------------ | ------------ | ----------- | ----------- | ------ | ------ |

### Gargenville
- Maire sortant : Yann Perron (DVD)
- 29 sièges à pourvoir au conseil municipal (population légale 2022 : 7 848 habitants)
- 2 sièges à pourvoir au conseil communautaire (CU Grand Paris Seine et Oise)

| Tête de liste | Tête de liste | Parti(s) | Nuance | Premier tour | Premier tour | Second tour | Second tour | Sièges | Sièges |
| Tête de liste | Tête de liste | Parti(s) | Nuance | Voix         | %            | Voix        | %           | CM     | CC     |
| ------------- | ------------- | -------- | ------ | ------------ | ------------ | ----------- | ----------- | ------ | ------ |

### Guyancourt
- Maire sortant : François Morton (DVG)
- 35 sièges à pourvoir au conseil municipal (population légale 2022 : 29 758 habitants)
- 9 sièges à pourvoir au conseil communautaire (Saint-Quentin-en-Yvelines)

| Tête de liste | Tête de liste | Parti(s) | Nuance | Premier tour | Premier tour | Second tour | Second tour | Sièges | Sièges |
| Tête de liste | Tête de liste | Parti(s) | Nuance | Voix         | %            | Voix        | %           | CM     | CC     |
| ------------- | ------------- | -------- | ------ | ------------ | ------------ | ----------- | ----------- | ------ | ------ |

### Houilles
- Maire sortant : Julien Chambon (RE)
- 39 sièges à pourvoir au conseil municipal (population légale 2022 : 33 617 habitants)
- 8 sièges à pourvoir au conseil communautaire (CA Saint Germain Boucles de Seine)

| Tête de liste | Tête de liste | Parti(s) | Nuance | Premier tour | Premier tour | Second tour | Second tour | Sièges | Sièges |
| Tête de liste | Tête de liste | Parti(s) | Nuance | Voix         | %            | Voix        | %           | CM     | CC     |
| ------------- | ------------- | -------- | ------ | ------------ | ------------ | ----------- | ----------- | ------ | ------ |

### Jouars-Pontchartrain
- Maire sortant : Thomas Mengelle-Touya (DVC)
- 29 sièges à pourvoir au conseil municipal (population légale 2022 : 5 965 habitants)
- 7 sièges à pourvoir au conseil communautaire (CC Cœur d'Yvelines)

| Tête de liste | Tête de liste | Parti(s) | Nuance | Premier tour | Premier tour | Second tour | Second tour | Sièges | Sièges |
| Tête de liste | Tête de liste | Parti(s) | Nuance | Voix         | %            | Voix        | %           | CM     | CC     |
| ------------- | ------------- | -------- | ------ | ------------ | ------------ | ----------- | ----------- | ------ | ------ |

### Jouy-en-Josas
- Maire sortant : Didier Morin (DVD)
- 29 sièges à pourvoir au conseil municipal (population légale 2022 : 7 985 habitants)
- 2 sièges à pourvoir au conseil communautaire (CA Versailles Grand Parc)

| Tête de liste | Tête de liste | Parti(s) | Nuance | Premier tour | Premier tour | Second tour | Second tour | Sièges | Sièges |
| Tête de liste | Tête de liste | Parti(s) | Nuance | Voix         | %            | Voix        | %           | CM     | CC     |
| ------------- | ------------- | -------- | ------ | ------------ | ------------ | ----------- | ----------- | ------ | ------ |

### Juziers
- Maire sortante : Ketty Varin (SE)
- 27 sièges à pourvoir au conseil municipal (population légale 2022 : 4 040 habitants)
- 1 siège à pourvoir au conseil communautaire (CU Grand Paris Seine et Oise)

| Tête de liste | Tête de liste | Parti(s) | Nuance | Premier tour | Premier tour | Second tour | Second tour | Sièges | Sièges |
| Tête de liste | Tête de liste | Parti(s) | Nuance | Voix         | %            | Voix        | %           | CM     | CC     |
| ------------- | ------------- | -------- | ------ | ------------ | ------------ | ----------- | ----------- | ------ | ------ |

### Limay
- Maire sortant : Djamel Nedjar (DVG)
- 33 sièges à pourvoir au conseil municipal (population légale 2022 : 17 584 habitants)
- 4 sièges à pourvoir au conseil communautaire (CU Grand Paris Seine et Oise)

| Tête de liste | Tête de liste | Parti(s) | Nuance | Premier tour | Premier tour | Second tour | Second tour | Sièges | Sièges |
| Tête de liste | Tête de liste | Parti(s) | Nuance | Voix         | %            | Voix        | %           | CM     | CC     |
| ------------- | ------------- | -------- | ------ | ------------ | ------------ | ----------- | ----------- | ------ | ------ |

### Louveciennes
- Maire sortante : Marie-Dominique Parisot (DVD)
- 29 sièges à pourvoir au conseil municipal (population légale 2022 : 7 744 habitants)
- 2 sièges à pourvoir au conseil communautaire (CA Saint Germain Boucles de Seine)

| Tête de liste | Tête de liste | Parti(s) | Nuance | Premier tour | Premier tour | Second tour | Second tour | Sièges | Sièges |
| Tête de liste | Tête de liste | Parti(s) | Nuance | Voix         | %            | Voix        | %           | CM     | CC     |
| ------------- | ------------- | -------- | ------ | ------------ | ------------ | ----------- | ----------- | ------ | ------ |

### Magnanville
- Maire sortant : Michel Lebouc (PCF)
- 29 sièges à pourvoir au conseil municipal (population légale 2022 : 6 389 habitants)
- 1 siège à pourvoir au conseil communautaire (CU Grand Paris Seine et Oise)

| Tête de liste | Tête de liste | Parti(s) | Nuance | Premier tour | Premier tour | Second tour | Second tour | Sièges | Sièges |
| Tête de liste | Tête de liste | Parti(s) | Nuance | Voix         | %            | Voix        | %           | CM     | CC     |
| ------------- | ------------- | -------- | ------ | ------------ | ------------ | ----------- | ----------- | ------ | ------ |

### Magny-les-Hameaux
- Maire sortant : Bertrand Houillon (G·s)
- 29 sièges à pourvoir au conseil municipal (population légale 2022 : 9 353 habitants)
- 3 sièges à pourvoir au conseil communautaire (Saint-Quentin-en-Yvelines)

| Tête de liste | Tête de liste | Parti(s) | Nuance | Premier tour | Premier tour | Second tour | Second tour | Sièges | Sièges |
| Tête de liste | Tête de liste | Parti(s) | Nuance | Voix         | %            | Voix        | %           | CM     | CC     |
| ------------- | ------------- | -------- | ------ | ------------ | ------------ | ----------- | ----------- | ------ | ------ |

### Maisons-Laffitte
- Maire sortant : Jacques Myard (LR), ne se présente pas[5].
- 35 sièges à pourvoir au conseil municipal (population légale 2022 : 22 855 habitants)
- 6 sièges à pourvoir au conseil communautaire (CA Saint Germain Boucles de Seine)

| Tête de liste            | Tête de liste            | Parti(s) | Nuance | Premier tour | Premier tour | Second tour | Second tour | Sièges | Sièges |
| Tête de liste            | Tête de liste            | Parti(s) | Nuance | Voix         | %            | Voix        | %           | CM     | CC     |
| ------------------------ | ------------------------ | -------- | ------ | ------------ | ------------ | ----------- | ----------- | ------ | ------ |
|                          | Valérie Singer           | RE       |        |              |              |             |             |        |        |
|                          | Benoît Dumontet          | DVC      |        |              |              |             |             |        |        |
|                          | Charles Givadinovitch    | LR-HOR   |        |              |              |             |             |        |        |
|                          | Arthur Dehaene           | DVD      |        |              |              |             |             |        |        |
|                          | Amélie Therond-Keraudren | DVD      |        |              |              |             |             |        |        |
|                          | Franck Lelièvre          | LR       |        |              |              |             |             |        |        |
|                          |                          |          |        |              |              |             |             |        |        |
| Exprimés                 |                          |          |        |              |              |             |             |        |        |
| Votes blancs             |                          |          |        |              |              |             |             |        |        |
| Votes nuls               |                          |          |        |              |              |             |             |        |        |
| Total                    | Total                    | Total    | Total  |              | 100          |             | 100         | 35     | 6      |
| Absentions               |                          |          |        |              |              |             |             |        |        |
| Inscrits / participation |                          |          |        |              |              |             |             |        |        |

### Mantes-la-Jolie
- Maire sortant : Raphaël Cognet (HOR)
- 43 sièges à pourvoir au conseil municipal (population légale 2022 : 44 246 habitants)
- 13 sièges à pourvoir au conseil communautaire (CU Grand Paris Seine et Oise)

| Tête de liste | Tête de liste | Parti(s) | Nuance | Premier tour | Premier tour | Second tour | Second tour | Sièges | Sièges |
| Tête de liste | Tête de liste | Parti(s) | Nuance | Voix         | %            | Voix        | %           | CM     | CC     |
| ------------- | ------------- | -------- | ------ | ------------ | ------------ | ----------- | ----------- | ------ | ------ |

### Mantes-la-Ville
- Maire sortant : Sami Damergy (DVC)
- 35 sièges à pourvoir au conseil municipal (population légale 2022 : 21 874 habitants)
- 5 sièges à pourvoir au conseil communautaire (CU Grand Paris Seine et Oise)

| Tête de liste | Tête de liste | Parti(s) | Nuance | Premier tour | Premier tour | Second tour | Second tour | Sièges | Sièges |
| Tête de liste | Tête de liste | Parti(s) | Nuance | Voix         | %            | Voix        | %           | CM     | CC     |
| ------------- | ------------- | -------- | ------ | ------------ | ------------ | ----------- | ----------- | ------ | ------ |

### Marly-le-Roi
- Maire sortant : Jean-Yves Perrot (DVD)
- 33 sièges à pourvoir au conseil municipal (population légale 2022 : 16 619 habitants)
- 5 sièges à pourvoir au conseil communautaire (CA Saint Germain Boucles de Seine)

| Tête de liste | Tête de liste | Parti(s) | Nuance | Premier tour | Premier tour | Second tour | Second tour | Sièges | Sièges |
| Tête de liste | Tête de liste | Parti(s) | Nuance | Voix         | %            | Voix        | %           | CM     | CC     |
| ------------- | ------------- | -------- | ------ | ------------ | ------------ | ----------- | ----------- | ------ | ------ |

### Maule
- Maire sortant : Olivier Leprêtre (DVD)
- 29 sièges à pourvoir au conseil municipal (population légale 2022 : 6 100 habitants)
- 9 sièges à pourvoir au conseil communautaire (CC Gally Mauldre)

| Tête de liste | Tête de liste | Parti(s) | Nuance | Premier tour | Premier tour | Second tour | Second tour | Sièges | Sièges |
| Tête de liste | Tête de liste | Parti(s) | Nuance | Voix         | %            | Voix        | %           | CM     | CC     |
| ------------- | ------------- | -------- | ------ | ------------ | ------------ | ----------- | ----------- | ------ | ------ |

### Maurecourt
- Maire sortant : Joël Tissier (DVG)
- 27 sièges à pourvoir au conseil municipal (population légale 2022 : 4 399 habitants)
- 2 sièges à pourvoir au conseil communautaire (CA de Cergy-Pontoise)

| Tête de liste | Tête de liste | Parti(s) | Nuance | Premier tour | Premier tour | Second tour | Second tour | Sièges | Sièges |
| Tête de liste | Tête de liste | Parti(s) | Nuance | Voix         | %            | Voix        | %           | CM     | CC     |
| ------------- | ------------- | -------- | ------ | ------------ | ------------ | ----------- | ----------- | ------ | ------ |

### Maurepas
- Maire sortant : Grégory Garestier (DVD)
- 33 sièges à pourvoir au conseil municipal (population légale 2022 : 19 960 habitants)
- 6 sièges à pourvoir au conseil communautaire (Saint-Quentin-en-Yvelines)

| Tête de liste | Tête de liste | Parti(s) | Nuance | Premier tour | Premier tour | Second tour | Second tour | Sièges | Sièges |
| Tête de liste | Tête de liste | Parti(s) | Nuance | Voix         | %            | Voix        | %           | CM     | CC     |
| ------------- | ------------- | -------- | ------ | ------------ | ------------ | ----------- | ----------- | ------ | ------ |

### Le Mesnil-le-Roi
- Maire sortant : Serge Caseris (LR), ne se représente pas[11].
- 29 sièges à pourvoir au conseil municipal (population légale 2022 : 6 340 habitants)
- 2 sièges à pourvoir au conseil communautaire (CA Saint Germain Boucles de Seine)

| Tête de liste | Tête de liste | Parti(s) | Nuance | Premier tour | Premier tour | Second tour | Second tour | Sièges | Sièges |
| Tête de liste | Tête de liste | Parti(s) | Nuance | Voix         | %            | Voix        | %           | CM     | CC     |
| ------------- | ------------- | -------- | ------ | ------------ | ------------ | ----------- | ----------- | ------ | ------ |

### Le Mesnil-Saint-Denis
- Maire sortant : Christophe Buhot (RE)
- 29 sièges à pourvoir au conseil municipal (population légale 2022 : 7 103 habitants)
- 9 sièges à pourvoir au conseil communautaire (CC de la Haute Vallée de la Chevreuse)

| Tête de liste | Tête de liste | Parti(s) | Nuance | Premier tour | Premier tour | Second tour | Second tour | Sièges | Sièges |
| Tête de liste | Tête de liste | Parti(s) | Nuance | Voix         | %            | Voix        | %           | CM     | CC     |
| ------------- | ------------- | -------- | ------ | ------------ | ------------ | ----------- | ----------- | ------ | ------ |

### Meulan-en-Yvelines
- Maire sortante : Cécile Zammit-Popescu (LR)
- 29 sièges à pourvoir au conseil municipal (population légale 2022 : 8 996 habitants)
- 2 sièges à pourvoir au conseil communautaire (CA Grand Paris Seine et Oise)

| Tête de liste | Tête de liste | Parti(s) | Nuance | Premier tour | Premier tour | Second tour | Second tour | Sièges | Sièges |
| Tête de liste | Tête de liste | Parti(s) | Nuance | Voix         | %            | Voix        | %           | CM     | CC     |
| ------------- | ------------- | -------- | ------ | ------------ | ------------ | ----------- | ----------- | ------ | ------ |

### Montesson
- Maire sortante : Nicole Bristol (LR)
- 33 sièges à pourvoir au conseil municipal (population légale 2022 : 14 606 habitants)
- 4 sièges à pourvoir au conseil communautaire (CA Saint Germain Boucles de Seine)

| Tête de liste | Tête de liste | Parti(s) | Nuance | Premier tour | Premier tour | Second tour | Second tour | Sièges | Sièges |
| Tête de liste | Tête de liste | Parti(s) | Nuance | Voix         | %            | Voix        | %           | CM     | CC     |
| ------------- | ------------- | -------- | ------ | ------------ | ------------ | ----------- | ----------- | ------ | ------ |

### Montigny-le-Bretonneux
- Maire sortant : Lorrain Merckaert (DVD)
- 39 sièges à pourvoir au conseil municipal (population légale 2022 : 32 150 habitants)
- 11 sièges à pourvoir au conseil communautaire (Saint-Quentin-en-Yvelines)

| Tête de liste | Tête de liste | Parti(s) | Nuance | Premier tour | Premier tour | Second tour | Second tour | Sièges | Sièges |
| Tête de liste | Tête de liste | Parti(s) | Nuance | Voix         | %            | Voix        | %           | CM     | CC     |
| ------------- | ------------- | -------- | ------ | ------------ | ------------ | ----------- | ----------- | ------ | ------ |

### Les Mureaux
- Maire sortant : François Garay (DVG)
- 39 sièges à pourvoir au conseil municipal (population légale 2022 : 34 151 habitants)
- 9 sièges à pourvoir au conseil communautaire (CU Grand Paris Seine et Oise)

| Tête de liste | Tête de liste | Parti(s) | Nuance | Premier tour | Premier tour | Second tour | Second tour | Sièges | Sièges |
| Tête de liste | Tête de liste | Parti(s) | Nuance | Voix         | %            | Voix        | %           | CM     | CC     |
| ------------- | ------------- | -------- | ------ | ------------ | ------------ | ----------- | ----------- | ------ | ------ |

### Noisy-le-Roi
- Maire sortant : Marc Tourelle (UDI)
- 29 sièges à pourvoir au conseil municipal (population légale 2022 : 7 597 habitants)
- 2 sièges à pourvoir au conseil communautaire (CA Versailles Grand Parc)

| Tête de liste | Tête de liste | Parti(s) | Nuance | Premier tour | Premier tour | Second tour | Second tour | Sièges | Sièges |
| Tête de liste | Tête de liste | Parti(s) | Nuance | Voix         | %            | Voix        | %           | CM     | CC     |
| ------------- | ------------- | -------- | ------ | ------------ | ------------ | ----------- | ----------- | ------ | ------ |

### Orgeval
- Maire sortant : Hervé Charnallet (HOR)
- 29 sièges à pourvoir au conseil municipal (population légale 2022 : 7 092 habitants)
- 1 siège à pourvoir au conseil communautaire (CA Grand Paris Seine et Oise)

| Tête de liste | Tête de liste | Parti(s) | Nuance | Premier tour | Premier tour | Second tour | Second tour | Sièges | Sièges |
| Tête de liste | Tête de liste | Parti(s) | Nuance | Voix         | %            | Voix        | %           | CM     | CC     |
| ------------- | ------------- | -------- | ------ | ------------ | ------------ | ----------- | ----------- | ------ | ------ |

### Le Pecq
- Maire sortante : Laurence Bernard (LR)
- 33 sièges à pourvoir au conseil municipal (population légale 2022 : 15 858 habitants)
- 4 sièges à pourvoir au conseil communautaire (CA Saint Germain Boucles de Seine)

| Tête de liste | Tête de liste | Parti(s) | Nuance | Premier tour | Premier tour | Second tour | Second tour | Sièges | Sièges |
| Tête de liste | Tête de liste | Parti(s) | Nuance | Voix         | %            | Voix        | %           | CM     | CC     |
| ------------- | ------------- | -------- | ------ | ------------ | ------------ | ----------- | ----------- | ------ | ------ |

### Le Perray-en-Yvelines
- Maire sortant : Geoffroy Bax de Keating (LR)
- 29 sièges à pourvoir au conseil municipal (population légale 2022 : 6 515 habitants)
- 5 sièges à pourvoir au conseil communautaire (Rambouillet Territoires)

| Tête de liste | Tête de liste | Parti(s) | Nuance | Premier tour | Premier tour | Second tour | Second tour | Sièges | Sièges |
| Tête de liste | Tête de liste | Parti(s) | Nuance | Voix         | %            | Voix        | %           | CM     | CC     |
| ------------- | ------------- | -------- | ------ | ------------ | ------------ | ----------- | ----------- | ------ | ------ |

### Plaisir
- Maire sortante : Joséphine Kollmannsberger (LR)
- 39 sièges à pourvoir au conseil municipal (population légale 2022 : 31 971 habitants)
- 10 sièges à pourvoir au conseil communautaire (Saint-Quentin-en-Yvelines)

| Tête de liste | Tête de liste | Parti(s) | Nuance | Premier tour | Premier tour | Second tour | Second tour | Sièges | Sièges |
| Tête de liste | Tête de liste | Parti(s) | Nuance | Voix         | %            | Voix        | %           | CM     | CC     |
| ------------- | ------------- | -------- | ------ | ------------ | ------------ | ----------- | ----------- | ------ | ------ |

### Poissy
- Maire sortante : Sandrine Berno Dos Santos (LR)
- 43 sièges à pourvoir au conseil municipal (population légale 2022 : 40 792 habitants)
- 11 sièges à pourvoir au conseil communautaire (CU Grand Paris Seine et Oise)

| Tête de liste            | Tête de liste              | Parti(s) | Nuance | Premier tour | Premier tour | Second tour | Second tour | Sièges | Sièges |
| Tête de liste            | Tête de liste              | Parti(s) | Nuance | Voix         | %            | Voix        | %           | CM     | CC     |
| ------------------------ | -------------------------- | -------- | ------ | ------------ | ------------ | ----------- | ----------- | ------ | ------ |
|                          | Jean-Pierre Mercier        | LO       |        |              |              |             |             |        |        |
|                          | Karl Olive                 | RE       |        |              |              |             |             |        |        |
|                          | Fatiha El Masaoudi         | DVC      |        |              |              |             |             |        |        |
|                          | Sandrine Berno Dos Santos, | LR       |        |              |              |             |             |        |        |
|                          |                            |          |        |              |              |             |             |        |        |
| Exprimés                 |                            |          |        |              |              |             |             |        |        |
| Votes blancs             |                            |          |        |              |              |             |             |        |        |
| Votes nuls               |                            |          |        |              |              |             |             |        |        |
| Total                    | Total                      | Total    | Total  |              | 100          |             | 100         | 43     | 11     |
| Absentions               |                            |          |        |              |              |             |             |        |        |
| Inscrits / participation |                            |          |        |              |              |             |             |        |        |

#### Sondages
Tout sondage d'opinion est affecté par une marge d'erreur.
Une couleur arbitraire est associée à chaque institut de sondage ; ces couleurs sont une aide visuelle et ne correspondent pas à une tendance politique.
| Source | Date de réalisation | Échantillon | LO      | NFP      | RE    | LR               | RN |
| Source | Date de réalisation | Échantillon | Mercier | Massiaux | Olive | Berno Dos Santos | RN |
| ------ | ------------------- | ----------- | ------- | -------- | ----- | ---------------- | -- |
| Source | Date de réalisation | Échantillon |         |          |       |                  |    |
| Ifop   | 10-18 décembre 2024 | 601         | 1       | 25       | 35    | 21               | 18 |

N.B. :
- en gras sur fond blanc les candidats qualifiés au second tour dans le sondage.

### Le Port-Marly
- Maire sortant : Cédric Pemba-Marine (MoDem)
- 29 sièges à pourvoir au conseil municipal (population légale 2022 : 5 583 habitants)
- 2 sièges à pourvoir au conseil communautaire (CA Saint Germain Boucles de Seine)

| Tête de liste | Tête de liste | Parti(s) | Nuance | Premier tour | Premier tour | Second tour | Second tour | Sièges | Sièges |
| Tête de liste | Tête de liste | Parti(s) | Nuance | Voix         | %            | Voix        | %           | CM     | CC     |
| ------------- | ------------- | -------- | ------ | ------------ | ------------ | ----------- | ----------- | ------ | ------ |

### Rambouillet
- Maire sortante : Véronique Matillon (DVD)
- 35 sièges à pourvoir au conseil municipal (population légale 2022 : 27 145 habitants)
- 18 sièges à pourvoir au conseil communautaire (Rambouillet Territoires)

| Tête de liste | Tête de liste | Parti(s) | Nuance | Premier tour | Premier tour | Second tour | Second tour | Sièges | Sièges |
| Tête de liste | Tête de liste | Parti(s) | Nuance | Voix         | %            | Voix        | %           | CM     | CC     |
| ------------- | ------------- | -------- | ------ | ------------ | ------------ | ----------- | ----------- | ------ | ------ |

### Rosny-sur-Seine
- Maire sortant : Pierre-Yves Dumoulin (LR)
- 29 sièges à pourvoir au conseil municipal (population légale 2022 : 7 041 habitants)
- 1 siège à pourvoir au conseil communautaire (CU Grand Paris Seine et Oise)

| Tête de liste | Tête de liste | Parti(s) | Nuance | Premier tour | Premier tour | Second tour | Second tour | Sièges | Sièges |
| Tête de liste | Tête de liste | Parti(s) | Nuance | Voix         | %            | Voix        | %           | CM     | CC     |
| ------------- | ------------- | -------- | ------ | ------------ | ------------ | ----------- | ----------- | ------ | ------ |

### Saint-Arnoult-en-Yvelines
- Maire sortante : Joëlle Jégat (LR)
- 29 sièges à pourvoir au conseil municipal (population légale 2022 : 5 854 habitants)
- 4 sièges à pourvoir au conseil communautaire (Rambouillet Territoires)

| Tête de liste | Tête de liste | Parti(s) | Nuance | Premier tour | Premier tour | Second tour | Second tour | Sièges | Sièges |
| Tête de liste | Tête de liste | Parti(s) | Nuance | Voix         | %            | Voix        | %           | CM     | CC     |
| ------------- | ------------- | -------- | ------ | ------------ | ------------ | ----------- | ----------- | ------ | ------ |

### Saint-Cyr-l'École
- Maire sortante : Sonia Brau (UDI)
- 35 sièges à pourvoir au conseil municipal (population légale 2022 : 20 451 habitants)
- 5 sièges à pourvoir au conseil communautaire (CA Versailles Grand Parc)

| Tête de liste | Tête de liste | Parti(s) | Nuance | Premier tour | Premier tour | Second tour | Second tour | Sièges | Sièges |
| Tête de liste | Tête de liste | Parti(s) | Nuance | Voix         | %            | Voix        | %           | CM     | CC     |
| ------------- | ------------- | -------- | ------ | ------------ | ------------ | ----------- | ----------- | ------ | ------ |

### Saint-Germain-en-Laye
- Maire sortant : Arnaud Péricard (HOR)
- 43 sièges à pourvoir au conseil municipal (population légale 2022 : 45 286 habitants)
- 11 sièges à pourvoir au conseil communautaire (CA Saint Germain Boucles de Seine)

| Tête de liste | Tête de liste | Parti(s) | Nuance | Premier tour | Premier tour | Second tour | Second tour | Sièges | Sièges |
| Tête de liste | Tête de liste | Parti(s) | Nuance | Voix         | %            | Voix        | %           | CM     | CC     |
| ------------- | ------------- | -------- | ------ | ------------ | ------------ | ----------- | ----------- | ------ | ------ |

### Saint-Nom-la-Bretèche
- Maire sortant : Gilles Studnia (LR)
- 27 sièges à pourvoir au conseil municipal (population légale 2022 : 4 877 habitants)
- 8 sièges à pourvoir au conseil communautaire (CC Gally Mauldre)

| Tête de liste | Tête de liste | Parti(s) | Nuance | Premier tour | Premier tour | Second tour | Second tour | Sièges | Sièges |
| Tête de liste | Tête de liste | Parti(s) | Nuance | Voix         | %            | Voix        | %           | CM     | CC     |
| ------------- | ------------- | -------- | ------ | ------------ | ------------ | ----------- | ----------- | ------ | ------ |

### Saint-Rémy-lès-Chevreuse
- Maire sortant : Dominique Bavoil (LR)
- 29 sièges à pourvoir au conseil municipal (population légale 2022 : 7 747 habitants)
- 10 sièges à pourvoir au conseil communautaire (CC de la Haute Vallée de Chevreuse)

| Tête de liste | Tête de liste | Parti(s) | Nuance | Premier tour | Premier tour | Second tour | Second tour | Sièges | Sièges |
| Tête de liste | Tête de liste | Parti(s) | Nuance | Voix         | %            | Voix        | %           | CM     | CC     |
| ------------- | ------------- | -------- | ------ | ------------ | ------------ | ----------- | ----------- | ------ | ------ |

### Sartrouville
- Maire sortant : Pierre Fond (LR)
- 45 sièges à pourvoir au conseil municipal (population légale 2022 : 51 570 habitants)
- 14 sièges à pourvoir au conseil communautaire (CA Saint Germain Boucles de Seine)

| Tête de liste | Tête de liste | Parti(s) | Nuance | Premier tour | Premier tour | Second tour | Second tour | Sièges | Sièges |
| Tête de liste | Tête de liste | Parti(s) | Nuance | Voix         | %            | Voix        | %           | CM     | CC     |
| ------------- | ------------- | -------- | ------ | ------------ | ------------ | ----------- | ----------- | ------ | ------ |

### Trappes
- Maire sortant : Ali Rabeh (G·s)
- 39 sièges à pourvoir au conseil municipal (population légale 2022 : 34 276 habitants)
- 11 sièges à pourvoir au conseil communautaire (Saint-Quentin-en-Yvelines)

| Tête de liste | Tête de liste | Parti(s) | Nuance | Premier tour | Premier tour | Second tour | Second tour | Sièges | Sièges |
| Tête de liste | Tête de liste | Parti(s) | Nuance | Voix         | %            | Voix        | %           | CM     | CC     |
| ------------- | ------------- | -------- | ------ | ------------ | ------------ | ----------- | ----------- | ------ | ------ |

### Triel-sur-Seine
- Maire sortant : Cédric Aoun (SE)
- 33 sièges à pourvoir au conseil municipal (population légale 2022 : 12 386 habitants)
- 3 sièges à pourvoir au conseil communautaire (CU Grand Paris Seine et Oise)

| Tête de liste | Tête de liste | Parti(s) | Nuance | Premier tour | Premier tour | Second tour | Second tour | Sièges | Sièges |
| Tête de liste | Tête de liste | Parti(s) | Nuance | Voix         | %            | Voix        | %           | CM     | CC     |
| ------------- | ------------- | -------- | ------ | ------------ | ------------ | ----------- | ----------- | ------ | ------ |

### Vaux-sur-Seine
- Maire sortant : Jean-Claude Bréard (DVD)
- 29 sièges à pourvoir au conseil municipal (population légale 2022 : 5 143 habitants)
- 1 siège à pourvoir au conseil communautaire (CU Grand Paris Seine et Oise)

| Tête de liste | Tête de liste | Parti(s) | Nuance | Premier tour | Premier tour | Second tour | Second tour | Sièges | Sièges |
| Tête de liste | Tête de liste | Parti(s) | Nuance | Voix         | %            | Voix        | %           | CM     | CC     |
| ------------- | ------------- | -------- | ------ | ------------ | ------------ | ----------- | ----------- | ------ | ------ |

### Vélizy-Villacoublay
- Maire sortant : Pascal Thévenot (LR-SL)
- 35 sièges à pourvoir au conseil municipal (population légale 2022 : 22 481 habitants)
- 6 sièges à pourvoir au conseil communautaire (CA Versailles Grand Parc)

| Tête de liste | Tête de liste | Parti(s) | Nuance | Premier tour | Premier tour | Second tour | Second tour | Sièges | Sièges |
| Tête de liste | Tête de liste | Parti(s) | Nuance | Voix         | %            | Voix        | %           | CM     | CC     |
| ------------- | ------------- | -------- | ------ | ------------ | ------------ | ----------- | ----------- | ------ | ------ |

### Verneuil-sur-Seine
- Maire sortant : Fabien Aufrechter (RE)
- 33 sièges à pourvoir au conseil municipal (population légale 2022 : 16 112 habitants)
- 4 sièges à pourvoir au conseil communautaire (CU Grand Paris Seine et Oise)

| Tête de liste | Tête de liste | Parti(s) | Nuance | Premier tour | Premier tour | Second tour | Second tour | Sièges | Sièges |
| Tête de liste | Tête de liste | Parti(s) | Nuance | Voix         | %            | Voix        | %           | CM     | CC     |
| ------------- | ------------- | -------- | ------ | ------------ | ------------ | ----------- | ----------- | ------ | ------ |

### Vernouillet
- Maire sortant : Pascal Collado (Union des démocrates et indépendants)
- 29 sièges à pourvoir au conseil municipal (population légale 2022 : 9 953 habitants)
- 2 sièges à pourvoir au conseil communautaire (CU Grand Paris Seine et Oise)

| Tête de liste | Tête de liste | Parti(s) | Nuance | Premier tour | Premier tour | Second tour | Second tour | Sièges | Sièges |
| Tête de liste | Tête de liste | Parti(s) | Nuance | Voix         | %            | Voix        | %           | CM     | CC     |
| ------------- | ------------- | -------- | ------ | ------------ | ------------ | ----------- | ----------- | ------ | ------ |

### La Verrière
- Maire sortant : Nicolas Dainville (LR)
- 29 sièges à pourvoir au conseil municipal (population légale 2022 : 6 142 habitants)
- 2 sièges à pourvoir au conseil communautaire (Saint-Quentin-en-Yvelines)

| Tête de liste | Tête de liste | Parti(s) | Nuance | Premier tour | Premier tour | Second tour | Second tour | Sièges | Sièges |
| Tête de liste | Tête de liste | Parti(s) | Nuance | Voix         | %            | Voix        | %           | CM     | CC     |
| ------------- | ------------- | -------- | ------ | ------------ | ------------ | ----------- | ----------- | ------ | ------ |

### Versailles
- Maire sortant : François de Mazières (DVD)
- 53 sièges à pourvoir au conseil municipal (population légale 2022 : 83 918 habitants)
- 25 sièges à pourvoir au conseil communautaire (CA Versailles Grand Parc)

| Tête de liste | Tête de liste | Parti(s) | Nuance | Premier tour | Premier tour | Second tour | Second tour | Sièges | Sièges |
| Tête de liste | Tête de liste | Parti(s) | Nuance | Voix         | %            | Voix        | %           | CM     | CC     |
| ------------- | ------------- | -------- | ------ | ------------ | ------------ | ----------- | ----------- | ------ | ------ |

### Le Vésinet
- Maire sortant : Bruno Coradetti (HOR)
- 33 sièges à pourvoir au conseil municipal (population légale 2022 : 15 712 habitants)
- 4 sièges à pourvoir au conseil communautaire (CA Saint Germain Boucles de Seine)

| Tête de liste | Tête de liste | Parti(s) | Nuance | Premier tour | Premier tour | Second tour | Second tour | Sièges | Sièges |
| Tête de liste | Tête de liste | Parti(s) | Nuance | Voix         | %            | Voix        | %           | CM     | CC     |
| ------------- | ------------- | -------- | ------ | ------------ | ------------ | ----------- | ----------- | ------ | ------ |

### Villennes-sur-Seine
- Maire sortant : Jean-Pierre Laigneau (LR)
- 29 sièges à pourvoir au conseil municipal (population légale 2022 : 5 792 habitants)
- 1 siège à pourvoir au conseil communautaire (CU Grand Paris Seine et Oise)

| Tête de liste | Tête de liste | Parti(s) | Nuance | Premier tour | Premier tour | Second tour | Second tour | Sièges | Sièges |
| Tête de liste | Tête de liste | Parti(s) | Nuance | Voix         | %            | Voix        | %           | CM     | CC     |
| ------------- | ------------- | -------- | ------ | ------------ | ------------ | ----------- | ----------- | ------ | ------ |

### Villepreux
- Maire sortant : Jean-Baptiste Hamonic (MoDem)
- 33 sièges à pourvoir au conseil municipal (population légale 2022 : 11 568 habitants)
- 4 sièges à pourvoir au conseil communautaire (Saint-Quentin-en-Yvelines)

| Tête de liste | Tête de liste | Parti(s) | Nuance | Premier tour | Premier tour | Second tour | Second tour | Sièges | Sièges |
| Tête de liste | Tête de liste | Parti(s) | Nuance | Voix         | %            | Voix        | %           | CM     | CC     |
| ------------- | ------------- | -------- | ------ | ------------ | ------------ | ----------- | ----------- | ------ | ------ |

### Viroflay
- Maire sortant : Olivier Lebrun (LR)
- 33 sièges à pourvoir au conseil municipal (population légale 2022 : 16 943 habitants)
- 4 sièges à pourvoir au conseil communautaire (CA Versailles Grand Parc)

| Tête de liste | Tête de liste | Parti(s) | Nuance | Premier tour | Premier tour | Second tour | Second tour | Sièges | Sièges |
| Tête de liste | Tête de liste | Parti(s) | Nuance | Voix         | %            | Voix        | %           | CM     | CC     |
| ------------- | ------------- | -------- | ------ | ------------ | ------------ | ----------- | ----------- | ------ | ------ |

### Voisins-le-Bretonneux
- Maire sortante : Alexandra Rosetti (UDI)
- 33 sièges à pourvoir au conseil municipal (population légale 2022 : 10 740 habitants)
- 4 sièges à pourvoir au conseil communautaire (Saint-Quentin-en-Yvelines)

| Tête de liste | Tête de liste | Parti(s) | Nuance | Premier tour | Premier tour | Second tour | Second tour | Sièges | Sièges |
| Tête de liste | Tête de liste | Parti(s) | Nuance | Voix         | %            | Voix        | %           | CM     | CC     |
| ------------- | ------------- | -------- | ------ | ------------ | ------------ | ----------- | ----------- | ------ | ------ |